# Ratko Varda
Ratko Varda (ur. 6 maja 1979 w Bosanskiej Gradišce) – bośniacki koszykarz, występujący na pozycji środkowego.

## Osiągnięcia
Na podstawie, o ile nie zaznaczono inaczej.

### Drużynowe
- Mistrz:
  - Polski (2010, 2011)
  - Jugosławii (1995, 1996, 1997)
  - Hiszpanii (2007)
  - turnieju Dubaj International (2016)
- Wicemistrz:
  - Eurocup (2009)
  - Rosji (2009)
  - Słowenii (2003)
  - Turcji (2005)
  - Ukrainy (2006)
  - Jugosławii (2000, 2001)
  - Libanu (2015)
- Brąz EuroChallenge (2006)
- 4. miejsce w:
  - Eurolidze (1998)
  - Lidze Adriatyckiej (2003, 2013)
- Zdobywca :
  - pucharu:
    - ULEB (2007)
    - Jugosławii (1995, 1999, 2000)
    - Słowenii (2003)

  - Superpucharu Polski (2010)
- Finalista:
  - pucharu:
    - Ukrainy (2006)
    - Hiszpanii (2007)
    - Jugosławii (1996, 1997, 2001)
    - Serbii (2014)

  - Superpucharu Słowenii (2011/12)
- Uczestnik rozgrywek:
  - TOP 16 Suproligi (2000/01)
  - Pucharu Saporty (1998–2000)

### Indywidualne
- MVP:
  - 8. kolejki Euroligi (2010/11)
  - 7. kolejki Ligi Adriatyckiej (2013/14)
- Środkowy roku ligi tureckiej (2005 według eurobasket.com)
- Uczestnik meczu gwiazd:
  - Eurochallenge All-Star Game (2005)
  - PLK (2011)
- Zaliczony do:
  - I składu:
    - PLK (2011)[7][8]
    - ligi tureckiej (2005 przez eurobasket.com)
    - zawodników zagranicznych ligi tureckiej (2005 przez eurobasket.com)

  - Honorable Mention ligi:
    - Adriatyckiej (2014 przez eurobasket.com)
    - serbskiej (2014 przez eurobasket.com)

### Reprezentacja
- Mistrz Europy U–22 (1998)
- Brązowy medalista mistrzostw Europy U–18 (1996)
- Uczestnik:
  - Eurobasketu (2011 – 17. miejsce)
  - eliminacji do Eurobasketu (2009)